# Perigramma guatemalaria
Perigramma guatemalaria là một loài bướm đêm trong họ Geometridae.